# Gravidanza maschile
Col termine gravidanza maschile si intende l'incubazione di embrioni o feti da parte del maschio di una specie animale.
Nel regno animale, praticamente in tutte le specie eterogamiche, la gravidanza viene portata avanti dalla femmina.
L'unica eccezione a questo principio universale è costituito dalla famiglia dei Syngnathidae (pesci ago e cavallucci marini) in cui la femmina depone le proprie uova non fertilizzate all'interno della tasca ventrale del maschio ed è questi a fertilizzarle e quindi a portare avanti la gravidanza e a partorire i cuccioli.

## Animali

### Famiglia Syngnathidae

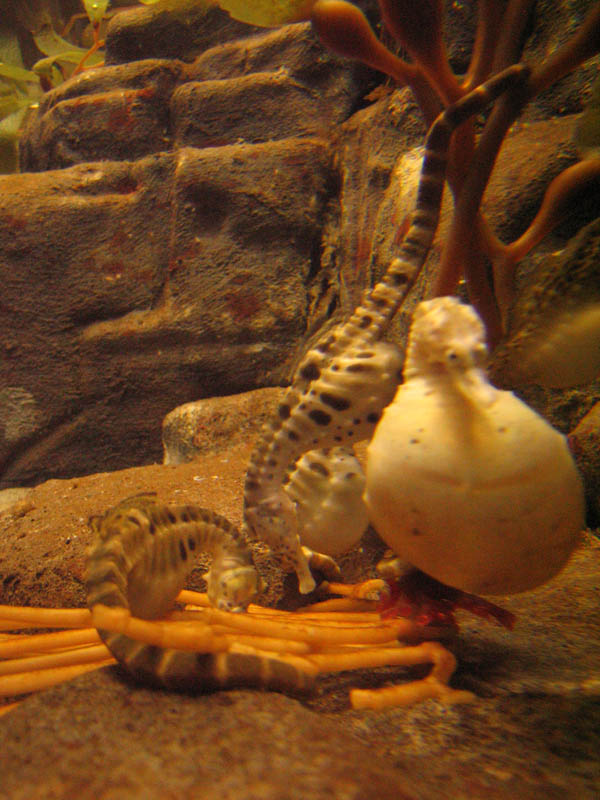
Cavalluccio marino maschio in gravidanza

La famiglia dei pesci Syngnathidae ha la caratteristica unica di una forma altamente derivata di cura della covata maschile denominata "gravidanza maschile". La famiglia è molto diversificata e comprende circa 300 specie diverse di pesci. Tra i Syngnathidae figurano i cavallucci marini, il pesce ago, i draghi marini e i Phycodurus eques. I maschi di alcune di queste specie possiedono un marsupio sul torso o sulla coda; in altre specie, le uova sono semplicemente attaccate al torso o alla coda del maschio quando la femmina le depone. Sebbene le definizioni di gravidanza dei biologi differiscano in qualche modo, gli ittiologi ritengono che tutti i membri della famiglia mostrino una gravidanza maschile, anche quelli senza un marsupio esterno.
La fecondazione può avvenire nel marsupio o nell'acqua prima dell'impianto, ma in entrambi i casi la gravidanza maschile dei Syngnathidae garantisce loro la completa fiducia della paternità. Dopo l'impianto nel (o sul) marsupio o nella placca incubatrice, il maschio incuba le uova. Molte specie osmoregolano il fluido del marsupio per mantenere il pH adeguato per gli embrioni in via di sviluppo. Almeno in alcune specie, il maschio fornisce alla prole anche sostanze nutritive come glucosio e amminoacidi attraverso i siti di attacco altamente vascolarizzati nel (o sul) suo corpo.
Questo periodo di incubazione può richiedere molto più tempo rispetto alla produzione di un'altra covata di uova da parte della femmina, specialmente nelle regioni temperate dove le gravidanze durano più a lungo, portando ad un ambiente riproduttivo in cui la selezione sessuale può essere più forte sulle femmine che sui maschi a causa ad un maggiore investimento da parte dei genitori maschi. Questa inversione dei ruoli sessuali tradizionali è stata riscontrata solo nei pesci ago, mentre i cavallucci marini sono stati ampiamente accettati come monogami. Alcune specie di pesci ago mostrano la poliandria classica a causa di questa situazione unica. I Syngnathidae maschi di solito preferiscono femmine di grandi dimensioni corporee e ornamenti prominenti come la pigmentazione blu della pelle o le pieghe della pelle. I maschi Syngnathidae di alcune specie sono apparentemente in grado di assorbire uova o embrioni mentre si trovano nel marsupio. In questi casi, gli embrioni con il più alto tasso di sopravvivenza sono quelli le cui madri mostrano il fenotipo preferito.
I Syngnathidae sono l'unica famiglia del regno animale alla quale è stato applicato il termine "gravidanza maschile".

### Altri animali
Nel 2021, i ricercatori cinesi della Naval Medical University di Shanghai hanno pubblicato un preprint di uno studio che ha tentato di impregnare ratti maschi, utilizzando la parabiosi (una tecnica che prevede l'unione chirurgica di due organismi viventi in modo tale da sviluppare un unico sistema fisiologico condiviso) con ratti femmine. Ogni ratto maschio è stato castrato, unito chirurgicamente a una femmina e gli è stato trapiantato un utero. I ricercatori hanno poi impiantato gli embrioni sia nell'utero dei parabionti maschili che femminili. Le gravidanze potevano svilupparsi fino a due giorni prima della fine del ciclo mestruale e venivano interrotte con taglio cesareo. I ricercatori hanno studiato 46 coppie di parabiotici. In più della metà delle coppie, né il maschio né la femmina rimasero gravidi con embrioni normali; in circa un terzo delle coppie soltanto la femmina rimase così gravida; e in sei coppie, sia la femmina che il maschio rimasero gravidi. Non c'erano coppie in cui solo il ratto parabionte maschio fosse rimasto incinta. Lo studio ha attirato molta attenzione e polemiche, con alcuni ricercatori che hanno messo in dubbio l'utilità di tale ricerca e altri che hanno sollevato problemi su questioni di bioetica.
Nel 2023, gli scienziati giapponesi hanno utilizzato cellule della pelle di 2 topi maschi per creare uova e generare una cucciolata di sette individui. Gli ovuli sono stati impiantati in topi femmine surrogate. Lo svantaggio attuale è che il tasso di successo è dell'1% (7 topi sono nati su 630 tentativi). Questa pietra miliare nella biologia riproduttiva è stata pubblicata su Nature e dovrebbe aprire maggiori possibilità riproduttive in futuro. Il team era guidato dal biologo dello sviluppo Katsuhiko Hayashi delle università di Osaka e Kyushu.

## Negli esseri umani

### Gravidanza in soggetti intersessuali e transessuali
Alcuni soggetti intersessuali con cariotipo maschile (XY) sviluppano un utero.
In questo caso la gravidanza può essere prodotta attraverso la FIVET.

### Impianto ectopico
I maschi dei mammiferi, compreso l'uomo, non possiedono un utero per gestare la prole. La questione teorica della gravidanza ectopica maschile (gravidanza al di fuori della cavità uterina) mediante impianto chirurgico è stata affrontata da esperti nel campo della medicina della fertilità, i quali sottolineano che il concetto di impianto ectopico, pur essendo teoricamente plausibile, non è mai stato tentato e sarebbe difficile da giustificare – anche per una donna priva di utero – a causa degli estremi rischi per la salute sia del genitore che del bambino.
Robert Winston, pioniere della fecondazione in vitro, ha dichiarato al Sunday Times di Londra che "la gravidanza maschile sarebbe certamente possibile" impiantando un embrione nell'addome di un uomo - con la placenta attaccata a un organo interno come l'intestino - e successivamente fatto nascere chirurgicamente. L'impianto ectopico dell'embrione lungo la parete addominale e la conseguente crescita della placenta sarebbero, tuttavia, molto pericolosi e potenzialmente fatali per l'ospite, ed è quindi improbabile che possano essere studiati negli esseri umani. Gillian Lockwood, direttore medico della Midland Fertility Services, una clinica britannica per la fertilità, ha osservato che l'addome non si è evoluto per separarsi dalla placenta durante il parto, da qui il pericolo di una gravidanza extrauterina. Il bioeticista Glenn McGee ha affermato che "la domanda non è 'Può un uomo farlo?'. È 'Se un uomo ha una gravidanza [ectopica] riuscita, può sopravvivere?'".
Dal 2000, su Internet sono apparsi diversi siti web di bufale che pretendono di descrivere il primo uomo incinta al mondo. Sebbene alcuni si basino su affermazioni scientifiche legittime, nessun esperimento del genere è mai stato riportato. Il clinico della fertilità Cecil Jacobson affermò di aver trapiantato un uovo fecondato da una femmina di babbuino nell'omento nella cavità addominale di un babbuino maschio a metà degli anni '60, che poi portò con sé il feto per quattro mesi; tuttavia, Jacobson non ha pubblicato le sue affermazioni in una rivista scientifica e successivamente è stato condannato per diversi casi di frode non correlati per cattiva condotta etica.

### Trapianto di utero
Trapiantare un utero in un corpo maschile rappresenta una sfida a causa della mancanza di legamenti naturali, sistema vascolare e ormoni necessari per sostenere l’utero. L'utero dovrebbe essere donato da un donatore consenziente oppure essere sottoposto a ingegneria tissutale utilizzando le cellule staminali maschili e quindi impiantato nella regione pelvica. Successivamente, verrebbe seguita una procedura di fecondazione in vitro (IVF) per inserire l'embrione nell'utero trapiantato del maschio.
Nel 1931, Lili Elbe (identificata come maschio alla nascita) subì un trapianto di utero nel tentativo di ottenere una gravidanza, ma morì per complicazioni successive alla procedura.

## Nella cultura popolare
Alcuni film, trasmissioni televisive, fumetti, serie Tv e libri hanno parlato dell'argomento spesso in modo ironico o fantascientifico.